# Faculté de gestion et d'administration publique de Pontevedra
Pour un article plus général, voir Campus de Pontevedra.
La Faculté de gestion et d'administration publique de Pontevedra est une faculté espagnole fondée en 2022 à Pontevedra et basée sur le campus A Xunqueira.

## Histoire
La Faculté de gestion et d'administration publique de Pontevedra a été créée en 2022 par le décret 133/2022, du 7 juillet, dans son article 2,,. Jusqu'alors, les études de gestion et administration publique étaient intégrées à la Faculté des sciences sociales et de la communication,.
En 1999, par le décret 250/1999 du 9 septembre, article 4, la Faculté des sciences sociales a introduit les études de gestion et d'administration publique, les seules de ce type en Galice, étant le deuxième diplôme universitaire pouvant être obtenu dans cette faculté.
En 2009, une nouvelle licence en gestion et administration publique a été approuvée par le décret 385/2009 du 27 août 2009 du ministère régional de l'éducation, à l'article 3. Au cours de l'année universitaire 2009-2010, des changements importants ont été apportés à la structure du cursus et aux stages, et le nouveau programme a été publié par la résolution du 15 octobre 2010.
La Faculté de gestion et d'administration publique est actuellement située dans le même bâtiment que la Faculté de communication sur le campus A Xunqueira. À l'avenir, un bâtiment sera construit pour l'accueillir dans le quartier Tafisa, de l'autre côté du Lérez, en même temps que la nouvelle faculté de design.

## Formations
La faculté de gestion et d'administration publique de Pontevedra propose des formations en Licence et Master dans le domaine de l'administration publique.
- Licence en gestion et administration publiques (formation en 4 ans)[10]. Deux modalités d'études sont proposées : l'une en présentiel et l'autre virtuelle[11]. Il s'agit d'un diplôme unique dans le système universitaire galicien et certaines matières peuvent être étudiées en anglais[12].

- Master en gestion publique et leadership institutionnel[10]. Il est proposé en ligne[11].

La faculté coordonne un doctorat en créativité et innovation sociale et durable.

## Activités
La faculté organise des activités éducatives pour ses étudiants, telles que des visites au Parlement de Galice ou chez le Défenseur des droits. En outre, la faculté a conclu des accords de stage avec des entreprises et des administrations publiques. Il s'agit de l'un des diplômes dont l'employabilité des étudiants est la plus élevée et la plus rapide.
Après chaque processus électoral en Espagne, les enseignants de la faculté spécialisés en sciences politiques et en administration et la association d'étudiants de la faculté organisent une réunion publique pour analyser les résultats des élections municipales, régionales et nationales d'une manière scientifique et politique,.